# Ly giáo Moskva–Constantinopolis 2018
Ly giáo Moskva–Constantinopolis 2018  hay Ly giáo Chính thống giáo 2018, là một sự kiện ly giáo bắt đầu ngày 15 tháng 10 năm 2018 khi Giáo hội Chính thống Nga tuyên bố đoạn giao với Tòa Thượng phụ Đại kết thành Constantinopolis, đáp lại ý định trao quyền tự trị cho Giáo hội Chính thống giáo Ukraina và tái lập một giáo phái  của Giáo hội Đại kết Kiev, cũng như thu hồi ràng buộc pháp lí của bức thư năm 1686, dẫn đến Giáo hội Chính thống Nga thiết lập quyền tài phán với Giáo hội Ukraine và dỡ bỏ các thông báo ảnh hưởng đến giáo sĩ và tín hữu của hai nhà thờ chính thống không được công nhận ở Ukraine. Giáo hội Chính thống giáo Autocephalous Ukraina (UAOC) và Giáo hội Chính thống Ukraina - Kiev Patriarchate (UOC-KP), đã cạnh tranh với Giáo hội Chính thống Ukraina (Moscow Patriarchate) (UOC-MP) và vẫn đang được Thượng phụ Moskva xem xét.
Trong hội nghị ngày 14 tháng 9 năm 2018, Thượng phụ Moskva đã ngừng tham gia tất cả các hội đồng giám mục, các cuộc thảo luận thần học, và bất kì hoạt động nào khác do các đại diện của Thượng phụ Đại kết chủ trì. Trong tuyên bố ngày 15 tháng 10, Giáo hội Chính thống Nga đã cấm tất cả các thành viên của Thượng phụ Moskva tham gia hiệp thông, rửa tội và kết hôn tại bất kỳ nhà thờ nào do Thượng phụ Đại kết kiểm soát.
Cuộc ly giáo là một phần của cuộc xung đột chính trị liên quan đến sự kiện sáp nhập Crimea năm 2014 của Nga và sự can thiệp quân sự của nước này vào Ukraine, cũng như mong muốn gia nhập Liên minh châu Âu và NATO của Ukraine. Ngày 28 tháng 11 năm 2018, Tổng thống Ukraine Petro Poroshenko tuyên bố sự cố Eo biển Kerch do Nga khiêu khích nhằm buộc Ukraine tuyên bố thiết quân luật và ngăn Ukraine nhận được sắc lệnh tomos về quyền tự trị.
Chủ nghĩa giáo dục này gợi nhớ đến chủ nghĩa giáo dục Moskva Constantinople năm 1996 về quyền tài phán kinh điển đối với Estonia, tuy nhiên đã được giải quyết sau chưa đầy ba tháng.